# Estados Unidos en los Juegos Olímpicos de París 2024
Estados Unidos estuvo representado en los Juegos Olímpicos de París 2024 por un total de 592 deportistas, 314 mujeres y 278 hombres, que compitieronn en 34 deportes.
Los portadores de la bandera en la ceremonia de apertura fueron el baloncestista LeBron James y la tenista Coco Gauff.

## Medallistas
El equipo olímpico estadounidense obtuvo las siguientes medallas:
| Nombre | Deporte               | Competición                |
| --- | --------------------- | -------------------------- |
| Oro |                       |                            |
| Noah Lyles | Atletismo             | 100 m M                    |
| Grant Holloway | Atletismo             | 110 m vallas M             |
| Quincy Hall | Atletismo             | 400 m M                    |
| Rai Benjamin | Atletismo             | 400 m vallas M             |
| Cole Hocker | Atletismo             | 1500 m M                   |
| Ryan Crouser | Atletismo             | Peso M                     |
| Gabrielle Thomas | Atletismo             | 200 m F                    |
| Masai Russell | Atletismo             | 100 m vallas F             |
| Sydney McLaughlin | Atletismo             | 400 m vallas F             |
| Valarie Allman | Atletismo             | Disco F                    |
| Tara Davis-Woodhall | Atletismo             | Salto de longitud F        |
| Melissa Jefferson Twanisha Terry Gabrielle Thomas Sha'Carri Richardson                                                                       | Atletismo             | 4 × 100 m F                |
| Shamier Little Sydney McLaughlin Gabrielle Thomas Alexis Holmes                                                                              | Atletismo             | 4 × 400 m F                |
| Christopher Bailey Vernon Norwood Bryce Deadmon Rai Benjamin                                                                                 | Atletismo             | 4 × 400 m M                |
| Equipo | Baloncesto            | Torneo F                   |
| Equipo | Baloncesto            | Torneo M'                  |
| Jennifer Valente Lily Williams Chloé Dygert Kristen Faulkner                                                                                 | Ciclismo en pista     | Persecución por equipos F  |
| Kristen Faulkner | Ciclismo en ruta      | Ruta F                     |
| Jennifer Valente | Ciclismo en pista     | Ómnium F                   |
| Lee Kiefer | Esgrima               | Florete individual F       |
| Jacqueline Dubrovich Lee Kiefer Lauren Scruggs Maia Weintraub                                                                                | Esgrima               | Florete por equipos F      |
| Equipo | Fútbol                | Torneo F                   |
| Simone Biles | Gimnasia artística    | Concurso individual F      |
| Simone Biles | Gimnasia artística    | Salto de potro F           |
| Simone Biles Jade Carey Jordan Chiles Sunisa Lee Hezly Rivera                                                                                | Gimnasia artística    | Equipo F                   |
| Scottie Scheffler | Golf                  | Individual M               |
| Olivia Reeves | Halterofilia          | 71 kg F                    |
| Sarah Hildebrandt | Lucha libre           | 50 kg F                    |
| Amit Elor | Lucha libre           | 68 kg F                    |
| Katie Ledecky | Natación              | 800 m libre F              |
| Katie Ledecky | Natación              | 1500 m libre F             |
| Torri Huske | Natación              | 100 m mariposa F           |
| Kate Douglass | Natación              | 200 m braza F              |
| Robert Finke | Natación              | 1500 m libre F             |
| Regan Smith Lilly King Gretchen Walsh Torri Huske                                                                                            | Natación              | 4 × 100 m estilos F        |
| Jack Alexy Chris Guiliano Hunter Armstrong Caeleb Dressel                                                                                    | Natación              | 4 × 100 m libre M          |
| Ryan Murphy Nic Fink Gretchen Walsh Torri Huske                                                                                              | Natación              | 4 × 100 m estilos Mixto    |
| Caroline Marks | Surf                  | Individual F               |
| Justin Best Liam Corrigan Michael Grady Nicholas Mead                                                                                        | Remo                  | Cuatro sin timonel (M4-) M |
| Vincent Hancock | Tiro                  | Skeet M                    |
| Plata |                       |                            |
| Sha'Carri Richardson | Atletismo             | 100 m F                    |
| Anna Cockrell | Atletismo             | 400 m vallas F             |
| Annette Echikunwoke | Atletismo             | Martillo F                 |
| Katie Moon | Atletismo             | Salto con pértiga F        |
| Daniel Roberts | Atletismo             | 110 m vallas M             |
| Kenneth Bednarek | Atletismo             | 200 m M                    |
| Abraham Kibiwot | Atletismo             | 3000 m obstáculos M        |
| Joe Kovacs | Atletismo             | Peso M                     |
| Sam Kendricks | Atletismo             | Salto con pértiga M        |
| Shelby McEwen | Atletismo             | Salto de altura M          |
| Vernon Norwood Shamier Little Bryce Deadmon Kaylyn Brown                                                                                     | Atletismo             | 4 × 400 m mixto            |
| Perris Benegas | Ciclismo BMX          | Parque F                   |
| Haley Batten | Ciclismo de montaña   | Campo a través F           |
| Laura Kraut (Baloutinue) Karl Cook (Caracole de la Roque) McLain Ward (Ilex)                                                                 | Deportes ecuestres    | Saltos por equipos         |
| Brooke Raboutou | Escalada              | Combinada F                |
| Lauren Scruggs | Esgrima               | Florete individual F       |
| Simone Biles | Gimnasia artística    | Suelo F                    |
| Spencer Lee | Lucha libre           | 57 kg M                    |
| Kennedy Blades | Lucha libre           | 76 kg F                    |
| Regan Smith | Natación              | 100 m espalda F            |
| Regan Smith | Natación              | 200 m espalda F            |
| Regan Smith | Natación              | 200 m mariposa F           |
| Torri Huske | Natación              | 100 m libre F              |
| Gretchen Walsh | Natación              | 100 m mariposa F           |
| Kate Douglass | Natación              | 200 m estilos F            |
| Katie Grimes | Natación              | 400 m estilos F            |
| Claire Weinstein Paige Madden Katie Ledecky Erin Gemmell                                                                                     | Natación              | 4 × 200 m libre F          |
| Kate Douglass Gretchen Walsh Torri Huske Simone Manuel                                                                                       | Natación              | 4 × 100 m libre F          |
| Nic Fink | Natación              | 100 m braza M              |
| Robert Finke | Natación              | 800 m libre M              |
| Luke Hobson Carson Foster Drew Kibler Kieran Smith                                                                                           | Natación              | 4 × 200 m libre M          |
| Ryan Murphy Nic Fink Caeleb Dressel Hunter Armstrong                                                                                         | Natación              | 4 × 100 m estilos M        |
| Anita Alvarez Jaime Czarkowski Megumi Field Keana Hunter Audrey Kwon Jacklyn Luu Daniella Ramirez Ruby Remati                                | Natación artística    | Equipo                     |
| Nevin Harrison | Piragüismo            | C1 200 m F                 |
| Sarah Bacon Kassidy Cook | Saltos                | Trampolín 3 m sincro F     |
| Jagger Eaton | Skateboarding         | Calle M                    |
| Tom Schaar | Skateboarding         | Parque M                   |
| Austin Krajicek Rajeev Ram | Tenis                 | Dobles M                   |
| Sagen Maddalena | Tiro                  | Rifle 3 posiciones 50 m F  |
| Conner Prince | Tiro                  | Skeet M                    |
| Austen Smith Vincent Hancock | Tiro                  | Skeet mixto                |
| Brady Ellison | Tiro con arco         | Individual M               |
| Seth Rider Taylor Spivey Morgan Pearson Taylor Knibb                                                                                         | Triatlón              | Relevo mixto               |
| Equipo | Voleibol              | Torneo F                   |
| Bronce |                       |                            |
| Melissa Jefferson | Atletismo             | 100 m F                    |
| Brittany Brown | Atletismo             | 200 m F                    |
| Jasmine Moore | Atletismo             | Triple salto F             |
| Jasmine Moore | Atletismo             | Salto de longitud F        |
| Grant Fisher | Atletismo             | 5000 m M                   |
| Grant Fisher | Atletismo             | 10 000 m M                 |
| Fred Kerley | Atletismo             | 100 m M                    |
| Noah Lyles | Atletismo             | 200 m M                    |
| Yared Nuguse | Atletismo             | 1500 m M                   |
| Cierra Burdick Dearica Hamby Rhyne Howard Hailey Van Lith                                                                                    | Baloncesto 3×3        | Torneo F                   |
| Omari Jones | Boxeo                 | 71 kg M                    |
| Victor Montalvo | Break dance           | Individual M               |
| Chloé Dygert | Ciclismo en ruta      | Contrarreloj F             |
| Samuel Watson | Escalada              | Velocidad M                |
| Nick Itkin | Esgrima               | Florete individual M       |
| Sunisa Lee | Gimnasia artística    | Concurso individual F      |
| Sunisa Lee | Gimnasia artística    | Barras asimétricas F       |
| Jade Carey | Gimnasia artística    | Salto de potro F           |
| Stephen Nedoroscik | Gimnasia artística    | Caballo con arcos M        |
| Asher Hong Paul Juda Brody Malone Stephen Nedoroscik Frederick Richard                                                                       | Gimnasia artística    | Equipo M                   |
| Hampton Morris | Halterofilia          | 61 kg M                    |
| Helen Maroulis | Lucha libre           | 57 kg F                    |
| Kyle Dake | Lucha libre           | 74 kg M                    |
| Aaron Brooks | Lucha libre           | 86 kg M                    |
| Katharine Berkoff | Natación              | 100 m espalda F            |
| Katie Ledecky | Natación              | 400 m libre F              |
| Emma Weyant | Natación              | 400 m estilos F            |
| Paige Madden | Natación              | 800 m libre F              |
| Ryan Murphy | Natación              | 100 m espalda M            |
| Luke Hobson | Natación              | 200 m libre M              |
| Carson Foster | Natación              | 400 m estilos M            |
| Evy Leibfarth | Piragüismo en eslalon | C1 F                       |
| Henry Hollingsworth Nicholas Rusher Christian Tabash Clark Dean Christopher Carlson Peter Chatain Evan Olson Pieter Quinton Rielly Milne (t) | Remo                  | Ocho con timonel (M8+) M   |
| Equipo | Rugby 7               | Torneo F                   |
| Nyjah Huston | Skateboarding         | Calle M                    |
| Aleksandra Perišić | Taekwondo             | –67 kg F                   |
| Taylor Fritz Tommy Paul | Tenis                 | Dobles M                   |
| Austen Smith | Tiro                  | Skeet F                    |
| Brady Ellison Casey Kaufhold | Tiro con arco         | Equipo mixto               |
| Ian Barrows Hans Henken | Vela                  | 49er M                     |
| Equipo | Voleibol              | Torneo M                   |
| Equipo | Waterpolo             | Torneo M                   |